# جیمز ابورزق
جیمز ابورزق (به انگلیسی: James Abourezk) سناتور سابق عضو حزب دموکرات ایالات متحده آمریکا بود. وی در سال ۱۹۷۳ تا ۱۹۷۹ میلادی سناتور ایالت داکوتای جنوبی در سنای ایالات متحده آمریکا و از طرفداران حزب‌الله و حماس است.

## زندگی
جیمز ابو رزق در ۲۴ فوریه ۱۹۳۱ در وود سیتی، داکوتای جنوبی، در خانواده مهاجر لبنانی به دنیا آمد. پدرش یک مغازه دار بود. از ۱۹۴۸–۱۹۵۲ بعنوان سرباز در ارتش آمریکا در جنگ کره خدمت می‌کرد. در سال ۱۹۶۱ مدرک مهندسی عمران گرفت و سپس دکترای حقوق را از کالج حقوق دانشگاه داکوتای جنوبی در ورمیلیون گرفت و به عنوان وکیل در آن ایالت مشغول به کار شد.
او سپس بعنوان مهاون به مجلس نمایندگان ایالات متحده (۱۹۷۱–۱۹۷۳) و سپس بعنوان سناتور داکوتای جنوبی (۱۹۷۳–۱۹۷۹) انتخاب شد.
در سال ۱۹۸۰، «کمیته ضد تبعیض آمریکایی-عربی» (ADC) را تأسیس کرد، سازمانی برای دفاع از حقوق مدنی آمریکایی- عربها که خواستار یک سیاست خارجی معتدل در قبال خاورمیانه است و وی در حال حاضر سمت ریاست آن را به عهده دارد و بدون هیچ درآمدی از آن به عهده دارد.
او نویسنده قانون رفاه کودکان سرخپوست بود که کنگره در سال ۱۹۷۸ برای حفظ خانواده‌های بومی و فرهنگ قبیله‌ای از طریق ترتیب دادن قرار دادن کودکان آنها در خانه‌های فرهنگ‌هایشان و همچنین پیوند مجدد آنها با خانواده خود به تصویب رساند. این قانون به دادگاه‌های قبیله‌ای با حضانت کودکان بومی مقیم در مناطق بومی (رزرو) و صلاحیت قضایی همزمان اما فرضی در مورد کودکان خارج از رزرو ترجیح می‌دهد.

## مواضع
در اوایل دهه هفتاد و پس از کسب کرسی سناتوری، از لبنان و برخی کشورهای عربی دیگر دیدن کرد و از اینکه آنچه در خاورمیانه اتفاق می‌افتد در واشینگتن اصلاً بحث نمی‌شود متعجب شد. پس از آن تصمیم گرفت برای دوره جدید نامزد نشود و زندگی خود را به وکالت و دفاع از عدالت و مبارزه با تبعیض علیه اعراب و مبارزه با تخریب محیط زیست اختصاص دهد. او در دفاع از فلسطین، علناً گفت: «مشکل اصلی، اشغال غیرقانونی اسرائیل است که دلیل این همه خشونت است، و آنچه فلسطینی‌ها انجام می‌دهند، مقاومت است."
ابو رزق بارها گفته‌است: «برای توقف اشغال، رئیس جمهور آمریکا، گروهش و افراطیون صهیونیست باید از حمایت سیاسی و مالی اسرائیل دست بردارند. من می‌دانم که توقف استفاده از پول مردم آمریکا به این زودی اتفاق نخواهد افتاد.» او به طرق مختلف تلاش کرد تا سلطه مالی حامیان اسرائیل بر اعضای کنگره را متوقف کند. به جورج بوش و شیوه‌های سیستماتیک (وحشی) نشان دادن اعراب حمله کرد و نوشت که معتقد است این موضع «تا زمانی که از طریق پرزیدنت بوش، کنگره و رسانه‌ها تقویت می‌شود، متوقف نخواهد شد». وی از ابتدا با جنگ عراق مخالف بود.
ابورزق در سال ۲۰۰۷ با شبکه خبری المنار تحت حمایت حزب‌الله مصاحبه کرد. ابورزق در این مصاحبه گفت معتقد است صهیونیست‌ها از تروریست‌های مرتکب حملات تروریستی ۱۱ سپتامبر به عنوان راهی برای کاشتن اسلام‌هراسی استفاده کرده‌اند، صهیونیست‌ها کنگره آمریکا را کنترل می‌کنند و حزب‌الله و حماس مبارزان مقاومت هستند.
او در سال ۲۰۰۳، از وب سایت ProBush.com به دلیل افترا شکایت کرد.

## سفر به ایران و راه حل برای بحران گروگانگیری
وی در دسامبر سال ۱۹۷۹ تقریبا یکماه پس از بحران گروگانگیری سفارت امریکا برای مذاکره جهت آزادی گروگانها به تهران سفر کرد . در این سفر با بنی صدر گفتگو کرد و دو راه حل برای حل بحران گروگانها به او پیشنهاد کرد. ابورزق در دو دیدار با ابوالحسن بنی صدر (سرپرست وزارت امور خارجه) دو احتمال را مطرح کرد: ارائه شکایات ایران از آمریکا به سازمان ملل (پیشنهادی که وزارت امور خارجه ارائه کرده بود) یا ارائه آنها در کمیسیون تحقیق سنای امریکا. بنی صدر به کمیسیون تحقیقات سنا ابراز علاقه کرد و ابورزق با رهبر اکثریت سنا، رابرت سی. برد، تماس تلفنی گرفت ولی سناتور برد علاقه ای به موضوع نداشت. .

## تالیفات
- مشاوره و مخالفت خاطرات داکوتای جنوبی و سنای ایالات متحده (ISBN 1-55652-066-2) در سال ۱۹۸۹
- از دو نگاه متفاوت - یهودی و عرب - مناظره سیاست ایالات متحده در خاورمیانه (۱۹۸۷)، (ISBN 0-917561-39-2) به همراه هیمن بوکبیندر